# Gamergus sinuatipennis
Gamergus sinuatipennis är en insektsart som beskrevs av Melichar 1906. Gamergus sinuatipennis ingår i släktet Gamergus och familjen sköldstritar. Inga underarter finns listade i Catalogue of Life.